# Норт-Массапіква (Нью-Йорк)
Норт-Массапіква (англ. North Massapequa) — переписна місцевість (CDP) в США, в окрузі Нассау штату Нью-Йорк. Населення — 17 829 осіб (2020).

## Географія
Норт-Массапіква розташований за координатами 40°42′11″ пн. ш. 73°28′9″ зх. д. / 40.70306° пн. ш. 73.46917° зх. д. (40.703007, -73.469122).  За даними Бюро перепису населення США в 2010 році переписна місцевість мала площу 7,77 км², з яких 7,76 км² — суходіл та 0,01 км² — водойми.

## Демографія
Згідно з переписом 2010 року, у переписній місцевості мешкало 17 886 осіб у 6084 домогосподарствах у складі 4907 родин. Густота населення становила 2302 особи/км².  Було 6212 помешкання (799/км²).
Расовий склад населення:
| - 96,0 % — білих - 1,8 % — азіатів - 0,4 % — чорних або афроамериканців |

До двох чи більше рас належало 0,9 %. Частка іспаномовних становила 5,4 % від усіх жителів.
За віковим діапазоном населення розподілялося таким чином: 23,0 % — особи молодші 18 років, 60,6 % — особи у віці 18—64 років, 16,4 % — особи у віці 65 років та старші. Медіана віку мешканця становила 42,6 року. На 100 осіб жіночої статі у переписній місцевості припадало 93,1 чоловіків;  на 100 жінок у віці від 18 років та старших — 90,2 чоловіків також старших 18 років.
Середній дохід на одне домашнє господарство  становив 115 452 долари США (медіана — 102 292), а середній дохід на одну сім'ю — 128 109 доларів (медіана — 114 730). Медіана доходів становила 76 063 долари для чоловіків та 57 963 долари для жінок. За межею бідності перебувало 4,9 % осіб, у тому числі 5,2 % дітей у віці до 18 років та 3,7 % осіб у віці 65 років та старших.
Цивільне працевлаштоване населення становило 9530 осіб. Основні галузі зайнятості: освіта, охорона здоров'я та соціальна допомога — 26,7 %, науковці, спеціалісти, менеджери — 12,0 %, фінанси, страхування та нерухомість — 10,3 %, роздрібна торгівля — 9,3 %.